# SISTER STRAWBERRY
『SISTER STRAWBERRY』（シスターストロベリー）は筋肉少女帯の2ndアルバム。
前作より関口博史と美濃介が脱退。代わりにドラムには太田明が加入し、ギターは横関敦がサポートを務めている。またナゴムレコードの頃からバンドの音楽面を支えてきた三柴江戸蔵は自身の音楽の追求のためこのアルバムを最後に脱退する。

## 解説
三柴が本作をもって脱退したため彼のキーボードがアルバム全曲に亘って聞けるのはこの作品までである。また収録曲のほとんどがインディーズ時のリメイクである。
リマスタリングが施され、2009年7月22日に再発売された。

## 収録曲
| 全作詞: 大槻ケンヂ。 |                  |            |                        |                      |      |
| #                    | タイトル         | 作詞       | 作曲                   | 編曲                 | 時間 |
| 1.                   | 「マタンゴ」     | 大槻ケンヂ | 筋肉少女帯             | 筋肉少女帯           | 3:37 |
| 2.                   | 「キノコパワー」 | 大槻ケンヂ | 三柴江戸蔵             | 筋肉少女帯           | 5:04 |
| 3.                   | 「夜歩く」       | 大槻ケンヂ | 三柴江戸蔵             | 筋肉少女帯           | 4:19 |
| 4.                   | 「日本の米」     | 大槻ケンヂ | 大槻ケンヂ             | 筋肉少女帯           | 4:14 |
| 5.                   | 「ララミー」     | 大槻ケンヂ | 大槻ケンヂ・内田雄一郎 | 筋肉少女帯・塩野啓一 | 4:31 |
| 6.                   | 「いくじなし」   | 大槻ケンヂ | 筋肉少女帯・斎藤清二   | 筋肉少女帯           | 9:12 |
| 合計時間:            | 合計時間:        | 合計時間:  | 合計時間:              | 30:57                |      |

### 楽曲解説
1. マタンゴ
イントロに、J.S.バッハ「平均律クラヴィーア曲集：第１巻」フーガ第16番 ト短調（BWV861）が引用されている。
2. キノコパワー
3. 夜歩く
4. 日本の米
5. ララミー
6. いくじなし

## 演奏者
- 大槻ケンヂ - ボーカル
- 内田雄一郎 - ベース
- 太田明 - ドラム
- 三柴江戸蔵 - キーボード
- 横関敦 - ギター（ゲスト）
- 安紀 - コーラス（ゲスト）
- みのすけ - Talk(#4)（ゲスト）